# Giacomo del Pò
Giacomo del Pò (Palermo, 1654 – Napoli, 15 novembre 1726) è stato un pittore e incisore italiano del periodo tardo barocco.

## Biografia

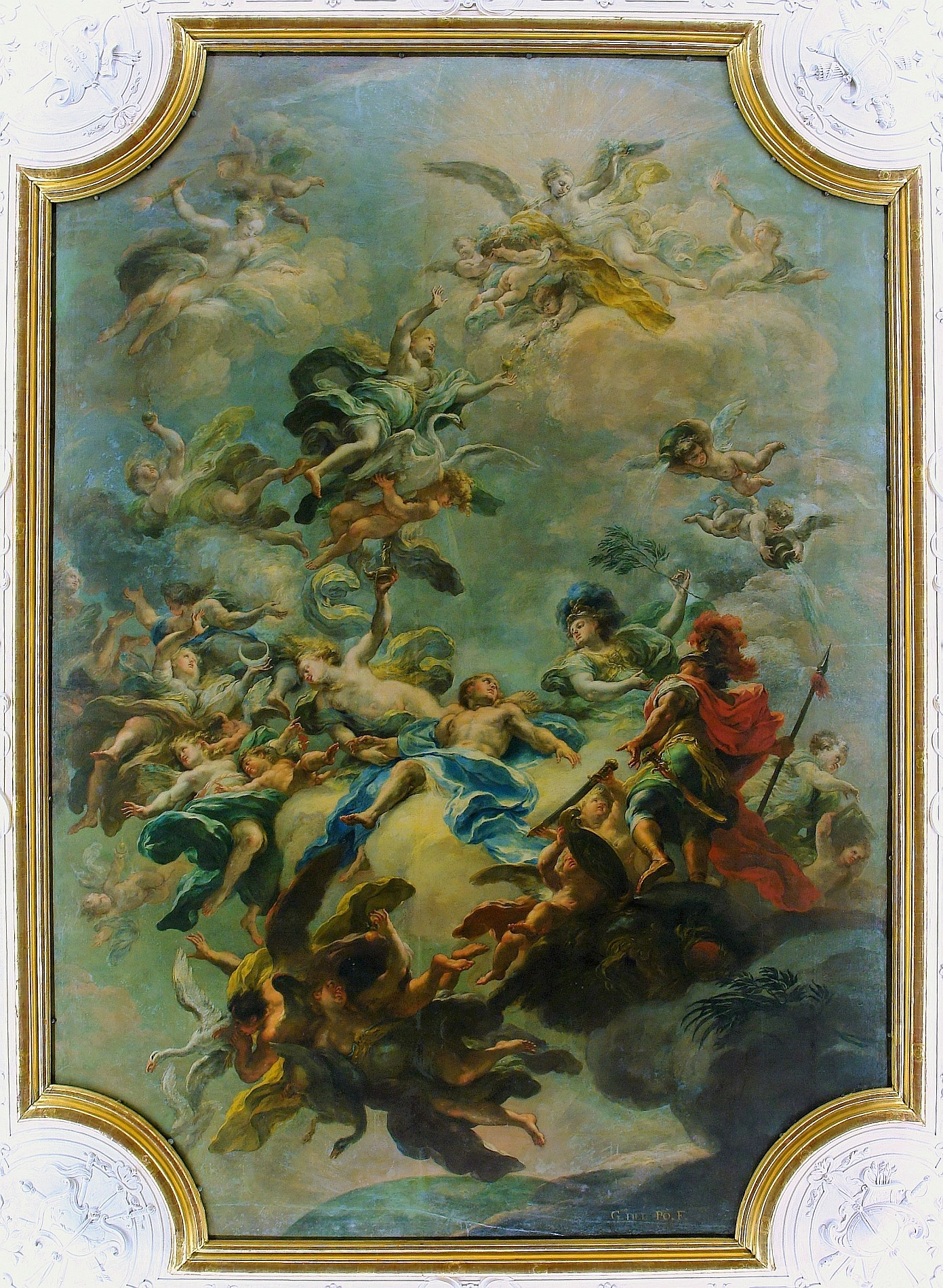
Soffitto di Palazzo Belvedere, a Vienna.

Nacque a Palermo, il suo primo maestro fu il padre Pietro, ma presto fu mandato a bottega da Nicolas Poussin, forse per questo suo alunnato viene spostata la sua città di nascita a Roma dove operava il suo maestro.
Per altre fonti, come ad esempio Lione Pascoli, Vite dei pittori, scultori e architetti moderni, Giacomo del Po nasce a Roma e sono stati ritrovati anche i documenti in proposito. Anche l'alunnato presso Poussin è una cosa alquanto improbabile considerando le date.

Lo stesso De Dominici, suo biografo, non chiarisce questo equivoco, anzi aggiunge alle due città anche una terza probabilità, cioè che fosse nato a Napoli. Quello che è sicuro è che il padre di Giacomo, un celebre incisore, era palermitano e fece diverse copie dei quadri del pittore francese che: 
(Bernardo De Dominici, Vite de' pittori, scultori ed architetti napoletani, p. 497)
Nel 1674, appena ventenne, viene accolto nell'Accademia di San Luca della capitale, mentre il suo arrivo a Napoli si fa risalire al 1683, e su questo sono concordi tutti gli storici suoi contemporanei cioè che fosse o palermitano o romano arrivò a Napoli direttamente da Roma.
Napoli fu la sua patria d'adozione, dove poté studiare, con il pittore Francesco Di Maria, le novità del tardo barocco e dove si distinse per i suoi affreschi, sia di carattere sacro, che quelli di carattere mitologico diffusi in vari palazzi della nobiltà partenopea.
A Napoli dimostrò anche una certa ingegnosità nella costruzione di macchine scenografiche per il teatro, come ci riferisce Pietro Napoli Signorelli: 
Parla di lui in maniera lusinghiera anche l'Abate Lanzi nella sua Storia pittorica dell'Italia, forse il saggio di storia dell'arte più importante del Settecento. Celebrando la sua «...incredibile varietà e quasi magia di colorito per appagar l'occhio nell'insieme delle sue opere...».
Rimase legato al classicismo almeno fino all'arrivo a Napoli, oltre l'influenza di Poussin sentì forte anche quella del Domenichino di cui il padre fu allievo. Ma il barocco napoletano lo influenzò in maniera più massiccia e viene considerato, insieme a Paolo De Matteis il traghettatore tra il Barocco di stampo giordanesco e il neonato Rococò, tanto che egli stesso l'esportò all'esterò, specialmente in Austria, dove fu chiamato ad affrescare palazzi della nobiltà vicina agli Asburgo.
Fu anche un noto incisore, in questa sua attività ebbe una parte rilevante la sorella Teresa, anche lei pittrice specializzata nelle miniature, con la quale, Giacomo aprì un laboratorio d'incisione a Benevento nel 1687.

## Opere a Napoli
Naturalmente il grosso della sua produzione si trova oggi a Napoli, a partire dai suoi affreschi per la Cappella Palatina di Palazzo Reale con le Storie dell'Antico Testamento che risalgono al 1707. Nel piano nobile di Palazzo Carafa di Maddaloni partecipò ad una decorazione a più mani con Francesco Di Maria, Francesco De Mura e Fedele Fischetti. Nella vicina Chiesa di Santa Maria ad Ogni bene dei Sette Dolori ci sono due sue tele: L'andata al Calvario e Cristo morto. Molto ammirati i suoi affreschi nella Chiesa di San Domenico Maggiore nella Cappella Milano del 1711. Altri affreschi sono nel Monastero della Chiesa di San Gregorio Armeno. Mentre nella Chiesa dei Girolamini ci sono le sue tele rappresentanti San Casimiro, San Michele e Sant'Antonio Abate.
Nella Chiesa di Santa Caterina a Formiello ci sono varie tele del Po, un San Domenico e tre tele con le Storie di Santa Caterina. Molto importanti anche i suoi lavori nella Chiesa dei Santi Apostoli dove dipinse le Storie di San Gregorio e San Troadio. Mentre per la Chiesa di San Pietro Martire una sua tela della Madonna del Rosario è datata 1717.

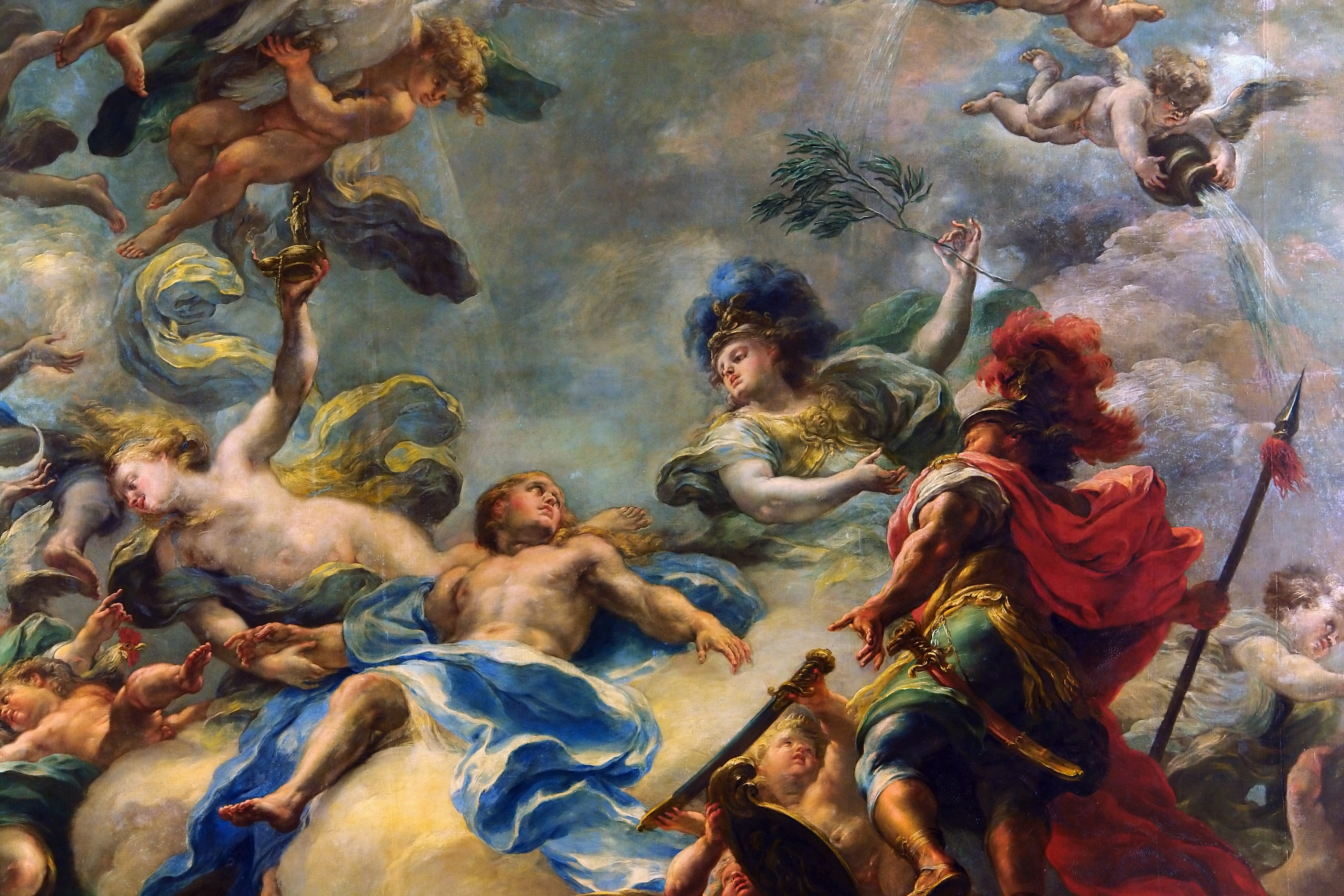
Soffitto del Belvedere, particolare.

Alcuni bozzetti per le porcellane di Capodimonte si trovano oggi esposte nel Museo nazionale della ceramica Duca di Martina. Altri importanti affreschi e una grossa tela con San Domenico alla Battaglia di Praga si trovano nella Chiesa di Santa Teresa degli Scalzi dove c'è anche un busto marmoreo di Giacomo Colombo eseguito su di un suo disegno nel 1708. Mentre nella Chiesa di Sant'Agostino degli Scalzi si conservano una sua tela con La Visitazione datata 1685 e un'altra con L'annunciazione. 
Una tela con l’Assunzione si trova nella Chiesa di San Pietro a Majella. Nella Chiesa di Santa Maria del Rosario alle Pigne si conservavano - prima di essere trasferite in altra sede per la prolungata chiusura del luogo di culto - due tele, raffiguranti Lo Sposalizio Mistico di Santa Caterina e I Santi Domenico, Giacinto, Nicola e Orsola adoranti il Bambino. Trasferita altrove è anche una tela con l’Apparizione della Vergine a San Gaetano, documentata nella Chiesa di Santa Maria della Misericordia ai Vergini. Fu molto attivo nella decorazione degli interni delle dimore nobiliari; a testimonianza di ciò si conservano suoi affreschi nei palazzi: Cellamare, Caracciolo di Avellino, Casamassima, Ischitella e Positano. Perduti i lavori eseguiti in altri edifici, come: il Palazzo Zevallos, il Palazzo Tocco di Montemiletto, il Palazzo Carafa di Maddaloni, il Palazzo Fondi e il Palazzo Caracciolo di Forino.

## Opere fuori Napoli

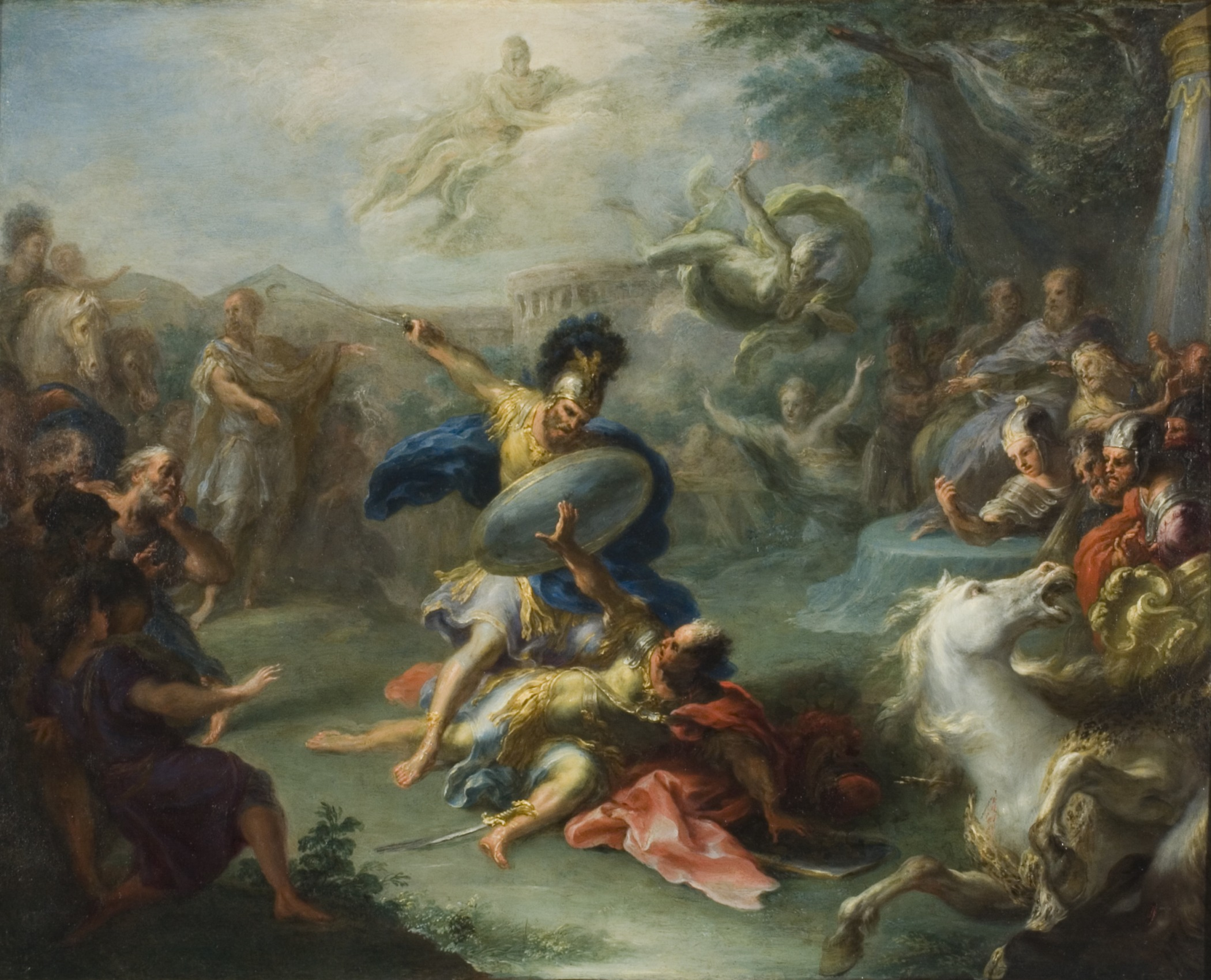
Lotta di Enea contro Turno (1700; Los Angeles, LACMA).

Nei dintorni della città si trovano anche altre sue opere ma quella più ammirata e famosa è l'ampia decorazione della basilica di Sant'Antonino di Sorrento e quella per il Duomo nella stessa città oltre le tele presenti nel Museo Correale di Terranova. Ma altri affreschi si trovano nella Chiesa di San Michele ad Anacapri rappresentanti la Natività e l'Orazione nell'orto. Altre tele sono nel Museo Campano di Capua.
Fu chiamato anche a Vienna da Eugenio di Savoia per affrescare il soffitto del Palazzo del Belvedere.
Filippo de' Boni nella sua Biografia degli Artisti cita anche due sue opere romane site nella Chiesa di Sant'Angelo in Pescheria e in quella di Santa Marta non meglio specificate.
Giacomo del Po morì a Napoli nel 1726, fra i suoi alunni si ricorda Gaetano Martoriello ma più di una fonte, tra cui Luigi Lanzi citano anche Francesco Solimena che sarebbe, a questo punto, il suo alunno più noto.